# Elliot Page
Elliot Grace Philpotts-Page, född 21 februari 1987 i Halifax i Nova Scotia, tidigare känd som Ellen Page, är en kanadensisk skådespelare och producent. Page är känd för rollen som Juno MacGuff i filmen Juno från 2007 och nominerades för denna roll både till en Golden Globe Award och till en Oscar.
År 2017 rollbesattes han som Vanya/Viktor Hargreeves i Netflix-serien The Umbrella Academy (2019–2024).
Page kom offentligt ut som transsexuell i december 2020 och specificerade sina pronomen som han eller hen, och meddelade sitt nya namn, Elliot Page.

## Biografi
Page växte upp i Halifax, Nova Scotia och levde som kvinna med sitt födelsenamn Ellen fram till december 2020. Hans föräldrar är Martha Philpotts, lärare, och Dennis Page, grafisk formgivare.
Page utbildade sig till skådespelare och vid Neptune Theatre School och hade sitt första uppträdande TV-filmen Ponnyn från 1997. Filmen följdes 1999–2000 upp av TV-serien Pit Pony. För sin insats i TV-serien nominerades han till det kanadensiska TV-priset Gemini Award för bästa framträdande. Page har även belönats vid Atlantic Film Festival.
Page är även känd för sina roller i Hard Candy (2005), Smart People och som Katherine "Kitty" Pryde i X-Men: The Last Stand samt TV-serier som Trailer Park Boys och ReGenesis. Han har även spelat huvudrollen i spelet Beyond: Two Souls. År 2017 fick han rollen som Vanya/Viktor Hargreeves i Netflix-serien The Umbrella Academy (2019–), som förnyades för en andra säsong i april 2019.
2023 publicerades Pageboy, en självbiografi av Page. När boken släpptes debuterade den på toppen av New York Times bästsäljarlistan för facklitteratur.

## Privatliv
I januari 2018 gifte sig Page med dansaren och koreografen Emma Portner. Paret separerade sommaren 2020 och den 26 januari 2021 meddelade han att de två ansökt om skilsmässa.

## Filmografi (i urval)
- 1997 – Ponnyn (TV-film)
- 1999–2000 – Pit Pony (TV-serie)
- 2001–2002 – Trailer Park Boys (TV-serie)
- 2002 – Rideau Hall (TV-serie) (pilotavsnittet)
- 2002 – Marion Bridge
- 2003 – Touch & Go
- 2003 – Love That Boy
- 2004 – Wilby Wonderful
- 2004 – ReGenesis (TV-serie)
- 2005 – Mouth to Mouth
- 2005 – Hard Candy
- 2006 – X-Men: The Last Stand
- 2007 – Tracey
- 2007 – An American Crime
- 2007 – Juno
- 2007 – The Stone Angel
- 2008 – Smart People
- 2009 – Whip It
- 2010 – Peacock
- 2010 – Super
- 2010 – Inception
- 2012 – Förälskad i Rom
- 2013 – Touchy Feely
- 2013 – The East
- 2013 – Beyond: Two Souls
- 2014 – X-Men: Days of Future Past
- 2015 – Into the Forest
- 2015 – Freeheld
- 2016 – Tallulah
- 2017 – My Days of Mercy
- 2017 – Flatliners
- 2026 – The Odyssey